# Амазонія (Міссурі)
Амазонія (англ. Amazonia) — селище (англ. village) в США, в окрузі Ендрю штату Міссурі. Населення — 238 осіб (2020).

## Географія
Амазонія розташована за координатами 39°53′22″ пн. ш. 94°53′32″ зх. д. / 39.88944° пн. ш. 94.89222° зх. д. (39.889405, -94.892276).  За даними Бюро перепису населення США в 2010 році селище мало площу 0,95 км², з яких 0,95 км² — суходіл та 0,00 км² — водойми.

## Демографія
Згідно з переписом 2010 року, у селищі мешкало 312 осіб у 118 домогосподарствах у складі 83 родин. Густота населення становила 327 осіб/км².  Було 136 помешкань (143/км²).
Расовий склад населення:
| - 97,4 % — білих - 1,0 % — корінних американців - 0,3 % — чорних або афроамериканців |

До двох чи більше рас належало 0,6 %. Частка іспаномовних становила 1,0 % від усіх жителів.
За віковим діапазоном населення розподілялося таким чином: 25,6 % — особи молодші 18 років, 61,9 % — особи у віці 18—64 років, 12,5 % — особи у віці 65 років та старші. Медіана віку мешканця становила 39,7 року. На 100 осіб жіночої статі у селищі припадало 103,9 чоловіків;  на 100 жінок у віці від 18 років та старших — 93,3 чоловіків також старших 18 років.
Середній дохід на одне домашнє господарство  становив 39 923 долари США (медіана — 35 000), а середній дохід на одну сім'ю — 44 862 долари (медіана — 38 333). Медіана доходів становила 35 893 долари для чоловіків та 26 042 долари для жінок. За межею бідності перебувало 17,8 % осіб, у тому числі 8,6 % дітей у віці до 18 років та 15,4 % осіб у віці 65 років та старших.
Цивільне працевлаштоване населення становило 99 осіб. Основні галузі зайнятості: мистецтво, розваги та відпочинок — 19,2 %, освіта, охорона здоров'я та соціальна допомога — 18,2 %, виробництво — 17,2 %.